# Кол Нідем
Колін Нідем (англ. Col Needham, народився 26 січня 1967 року) — британський комп'ютерний інженер, відомий як засновник і генеральний директор IMDb. Був генеральним менеджером IMDb з моменту його придбання компанією Amazon у 1998 році.

## Раннє життя
Нідем народився в Дентоні, Ланкашир, і виріс на Стокпорт-роуд. Навчався у школі Audenshaw School та Clarendon Sixth Form College у Гайді. Закінчив Університет Лідса зі ступенем бакалавра (з відзнакою) з  комп'ютерних наук у 1988 році.

## Кар'єра
IMDb був заснований у 1990 році, коли Нідхем працював інженером у Брістолі в компанії Hewlett-Packard (HP). Сайт розвинувся з його особистої бази даних фільмів, яка стала інтернет-дошкою оголошень, що складалася з простих записів, які зберігалися на кількох ранніх комп'ютерах і підтримувалися кількома особами, яких Нідем пережив.
Влітку 1996 року, завдяки першій рекламній кампанії IMDb, пов'язаній з фільмами (до Дня Незалежності), Нідем звільнився з HP, щоб працювати на IMDb повний робочий день як оплачуваний працівник. У 1999 році він отримав дві премії Веббі для IMDb. У лютому 2017 року Нідем вирішив видалити дошки оголошень з IMDb, заявивши, що дошки оголошень "більше не надають позитивного, корисного досвіду для переважної більшості з наших більш ніж 250 мільйонів щомісячних користувачів по всьому світу".